# Метани, Сомбат
Сомбат Метани (тайск. สมบัติ เมทะนี; 26 июня 1937 — 18 августа 2022) — тайский актёр и кинорежиссёр.

## Биография
Родился 26 июня 1937 года в провинции Убонратчатхани, Таиланд.
В своё время он установил мировой рекорд Гиннеса по количеству появлений в кино (более 600). По его собственным подсчётам, он снял более 2000 фильмов и телевизионных шоу, включая лакорны (тайские мыльные оперы). Плодотворный, лидирующий человек в боевиках, романах, драмах, комедиях и мюзиклах на пике своей карьеры в 1960-х и 1970-х годах, он продолжал сниматься в тайских фильмах и телесериалах, часто появляясь на ток-шоу и в телевизионной рекламе. Среди его последних фильмов — «Слезы Чёрного Тигра» и «Легенда о Суриотай». Он получил степень бакалавра делового администрирования в Пхетчабури Раджабхате, магистра и доктора политических наук в Университете Восточной Азии.
Был избран в тайский Сенат сроком на 6 лет всенародным голосованием 19 апреля 2006 года.
Скончался 18 августа 2022 года.

## Фильмография
Фильмография — режиссёр:
- Holy Hoodlum, The (1975)

Фильмография — актёр:
- Легенда о Суриотай — The Legend of Suriyothai (2001)
- Tears of the black Tiger (2000)
- Gold Fist (1991)
- Krai Thong (1985)
- Commando Gold (1982)
- Magic Killer, The (1980)
- Black River (1979)
- Top Man of Village, The (1979)
- Lion, The (1977)
- Gun Killer (1977)
- Outlaw Man, The (1976)
- Top Most (1976)
- Four Devils (1976)
- Turrutao (1976)
- Hot Blood Devils (1975)
- Killer (1975)
- Iron Man, The (1975)
- Golden Triangle, The (1975)
- Infidelity, The (1975)
- Devil Killer (1975)
- Tear of Love (1975)
- Dark Lady (1975)
- Holy Hoodlum, The (1975)
- Love, The (1974)
- Passion’s scave (1974)
- Золото (Спецподразделение S.T.A.B.) — Gold (S.T.A.B.) (1973)
- Brothers, The (1972)
- Sound of Sea (1971)
- Light in The Dark, A (1971)
- Return of DR. Chang, The (1968)
- Top Secret (1967)